# Kandebærer
Kandebæreren (Nepenthes) er en kødædende plante, der findes i regnskovene i den gamle verden, f.eks. på Madagaskar og i Asien, hvor de vokser som epifytter på træer. Planten danner ude for enden af bladene kandeformede strukturer, der på Madagaskar kan blive så store at de kan indeholde helt op til to liter vand. Kanderne er beregnet til at indfange insekter, der falder ned i bunden og bliver ætset op af en enzymholdig fordøjelsesvæske, der dannes i bunden. På kandens yderkant ligger der et sødt lag nektar som tiltrækker insekterne. Når insekterne spiser nektaren, bliver de svimle, så de falder ned i fordøjelsesvæsken, hvorefter de bliver opløst og fordøjet af planten. Indersiden af kanderne er beklædt med en voks, så insekterne ikke har mulighed for at kravle op igen. Nogle enkelte insekter har dog specialiseret sig i at leve i kandebærerens dødsfælder. Planten kræver meget lys, dog ikke direkte sollys. Planten må ikke tørre ud, så jorden skal hele tiden være våd, men ikke gennemblødt. For at kanderne kan dannes, kræves høj luftfugtighed, hvorfor kandebæreren jævnligt bør overbruses med en forstøver. Den blomstrer sjældent som potteplante.
Den danske regnskovsgruppe og miljøforening Nepenthes har taget navn efter kandebæreren.
Der findes 97 kendte arter af kandebærer:
| - Nepenthes adnata - Nepenthes alata - Nepenthes albomarginata - Nepenthes ampullaria - Nepenthes anamensis - Nepenthes argentii - Nepenthes aristolochioides - Nepenthes bellii - Nepenthes benstonei - Nepenthes bicalcarata - Nepenthes bongso - Nepenthes boschiana - Nepenthes burbidgeae - Nepenthes burkei - Nepenthes campanulata - Nepenthes clipeata - Nepenthes danseri - Nepenthes deaniana - Nepenthes densiflora - Nepenthes diatas - Nepenthes distillatoria - Nepenthes dubia - Nepenthes edwardsiana - Nepenthes ephippiata - Nepenthes eustachya - Nepenthes eymae - Nepenthes faizaliana - Nepenthes fallax - Nepenthes fusca - Nepenthes glabrata - Nepenthes gracilis - Nepenthes gracillima - Nepenthes gymnamphora - Nepenthes hamata - Nepenthes hirsuta - Nepenthes inermis - Nepenthes insignis - Nepenthes izumiae - Nepenthes jacquelineae - Nepenthes khasiana - Nepenthes klossii - Nepenthes lamii - Nepenthes lavicola - Nepenthes longifolia - Nepenthes lowii - Nepenthes macfarlanei - Nepenthes macrophylla - Nepenthes macrovulgaris | - Nepenthes madagascariensis - Nepenthes mapuluensis - Nepenthes masoalensis - Nepenthes maxima - Nepenthes merrilliana - Nepenthes mikei - Nepenthes mindanaoensis - Nepenthes mira - Nepenthes mirabilis - Nepenthes mollis - Nepenthes muluensis - Nepenthes neoguineensis - Nepenthes northiana - Nepenthes ovata - Nepenthes paniculata - Nepenthes papuana - Nepenthes pervillei - Nepenthes petiolata - Nepenthes philippinensis - Nepenthes pilosa - Nepenthes platychila - Nepenthes pyriformis - Nepenthes rafflesiana - Nepenthes rajah - Nepenthes reinwardtiana - Nepenthes rhombicaulis - Nepenthes sanguinea - Nepenthes saranganiensis - Nepenthes sibuyanensis - Nepenthes singalana - Nepenthes spathulata - Nepenthes spectabilis - Nepenthes stenophylla - Nepenthes sumatrana - Nepenthes talangensis - Nepenthes tentaculata - Nepenthes tenuis - Nepenthes thorelii - Nepenthes tobaica - Nepenthes tomoriana - Nepenthes treubiana - Nepenthes truncata - Nepenthes veitchii - Nepenthes ventricosa - Nepenthes vieillardii - Nepenthes villosa - Nepenthes vogelii |